# Skarpnäcks gård (gods)
Skarpnäcks gård är ett tidigare säteri och storgods i Söderort i Brännkyrka socken i Stockholms kommun. Skarpa by omnämns första gången 1318. Säteriet Skarpnäck bildades 1660 av Maria Sofia De la Gardie på Tyresö slott. Gårdens nuvarande huvudbyggnad uppfördes 1865–1867 på uppdrag av den tyske ölbryggaren Friedrich Rudolph Neumüller. Under honom upplevde godset sin storhetstid. År 1922 såldes gården och marken av Neumüllers ättlingar till Stockholms stad. Sedan 1967 bedriver Stockholms  kommun verksamhet för hemlösa och vårdbehövande män i Skarpnäcksgården. Skarpnäcks gård gav även namn till stadsdelen Skarpnäcks gård samt till gatan Skarpnäcks Gårdsväg.

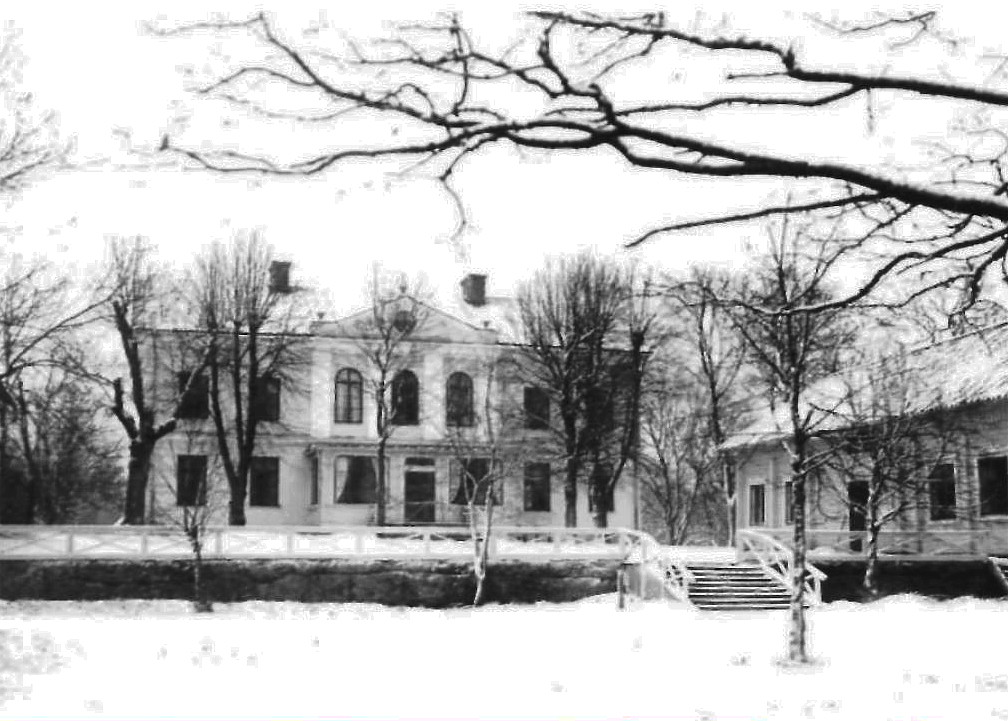
Skarpnäcks gårds huvudbyggnad, 1932.

## Historik

### Forntid
Trakten var bebodd redan på stenåldern, bronsåldern och järnåldern, som bland  annat en större fornborg belägen mellan Ältasjön och sjön Flaten tyder på. I trakten finns även lämningar efter gravar, stensättningar och en fossil åker.

### Från medeltiden till 1860-talet

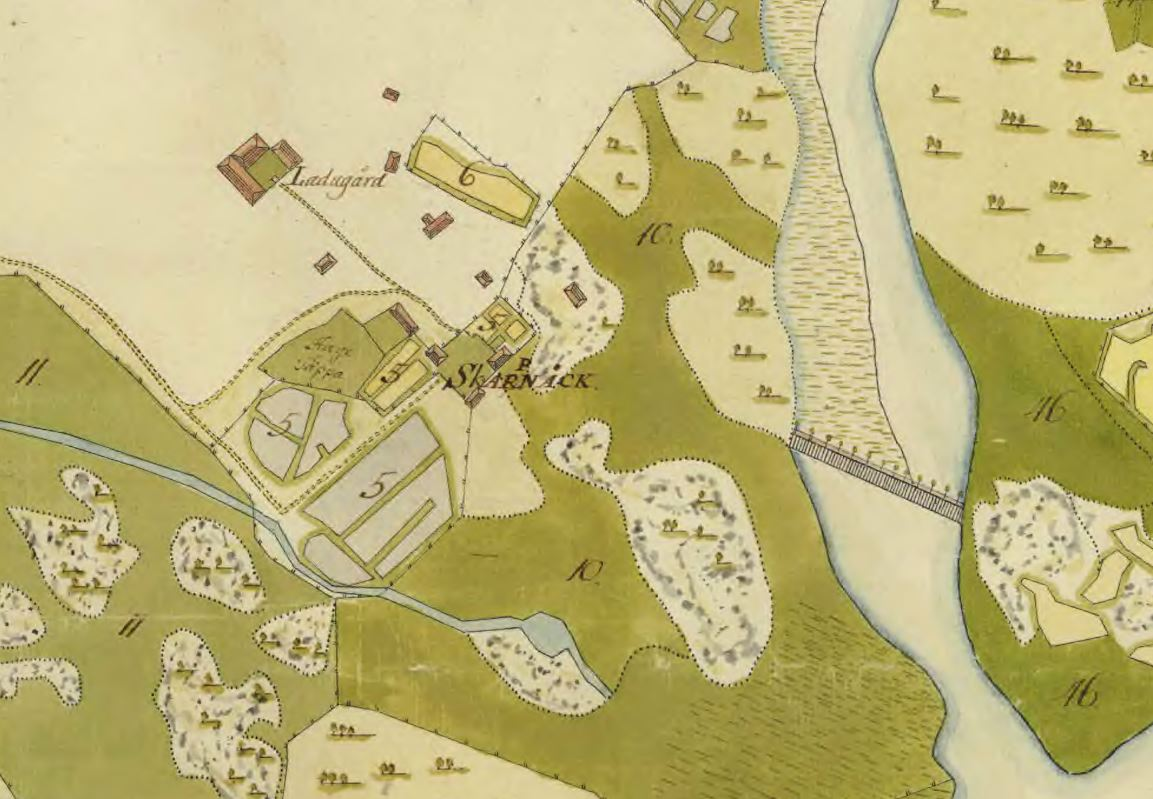
Del av lantmätare Bodings karta från 1756 visande säteriet Skarpnäck.

Skarpnäcks gård har anor från medeltiden. Skarpa by är dokumenterat sedan 1318 och omnämns senare som by med tre hemman, Mellangården, Västergården och Östergården.  Namnets ursprung är oklart men tycks ha anknytning till ”Skarva” och ”Skarpa”, vars betydelse är okänd. Enligt en förklaring antyder namnet jordmånen, alltså hård lerjord som var svårt att bruka med medeltidens enkla jordbruksredskap.
Under sena medeltiden lär  Skarpnäck  ha varit torp under Årsta gård. På 1500-talet innehades “Skarpa” av Gabriel Kristiernsson Oxenstierna. Enligt uppgifter i Brännkyrkaboken från 1685 lydde Skarpnäck vid denna tid under  Tyresögodset. Efterhand kom alla hemman i Skarpa att ägas av släkten Oxenstierna. På 1670-talet  blev gården säteri under Maria Sofia De la Gardie. Då fick gården sitt nuvarande namn ”Skarpnäck”.  Enligt en tolkning lär namnet ”Skarpnäck” härröra från egendomen ”Scharfeneck” i Nordtyskland, dit Oxenstierna hade släktband.
Vid mitten av 1700-talet hade Skarpnäck utvecklats  till ett sammanhängande gods med ett 20-tal underliggande  torp och gårdar, bland dem Pottmyran (eller Puttmyran), Ryssboda, Kilen, Tätorp, Bergholm, Brotorp, Östergården och torpet Pungpinan. Vid sjön Flaten fanns torpen Listudden, Ekudden, Ekstubben, Skrubba och Flaten. Vid Ältaån låg det ännu bevarade Brotorpet som inte hade mycket jord och fungerade därför som ett fiskartorp.
Omkring 1750 residerade landshövdingen Olof Leijonstedt  på gården.  Genom gifte blev Johan Eberhard von Schantz ägare till Skarpnäcks gård, som sedan stod kvar i denna släkt i tre generationer fram till 1827. Efter släkten Schantz övertogs gården av en lång rad kapitalstarka grosshandlare, bland dem Anders Svedelin, Anders Carlström, Ferdinand Flygarson och Carl Erik Wasberg. Av den senare förvärvade den tyske ölbryggaren  Friedrich Neumüller det stora godset 1861 för 175 000 kronor, en för tiden mycket stor summa. Neumüller kom som 21-åring till Stockholm och grundade senare det framgångsrika Neumüllers Bryggeri på Södermalm i Stockholm.

### Torp och gårdar under Skarpnäck (urval)

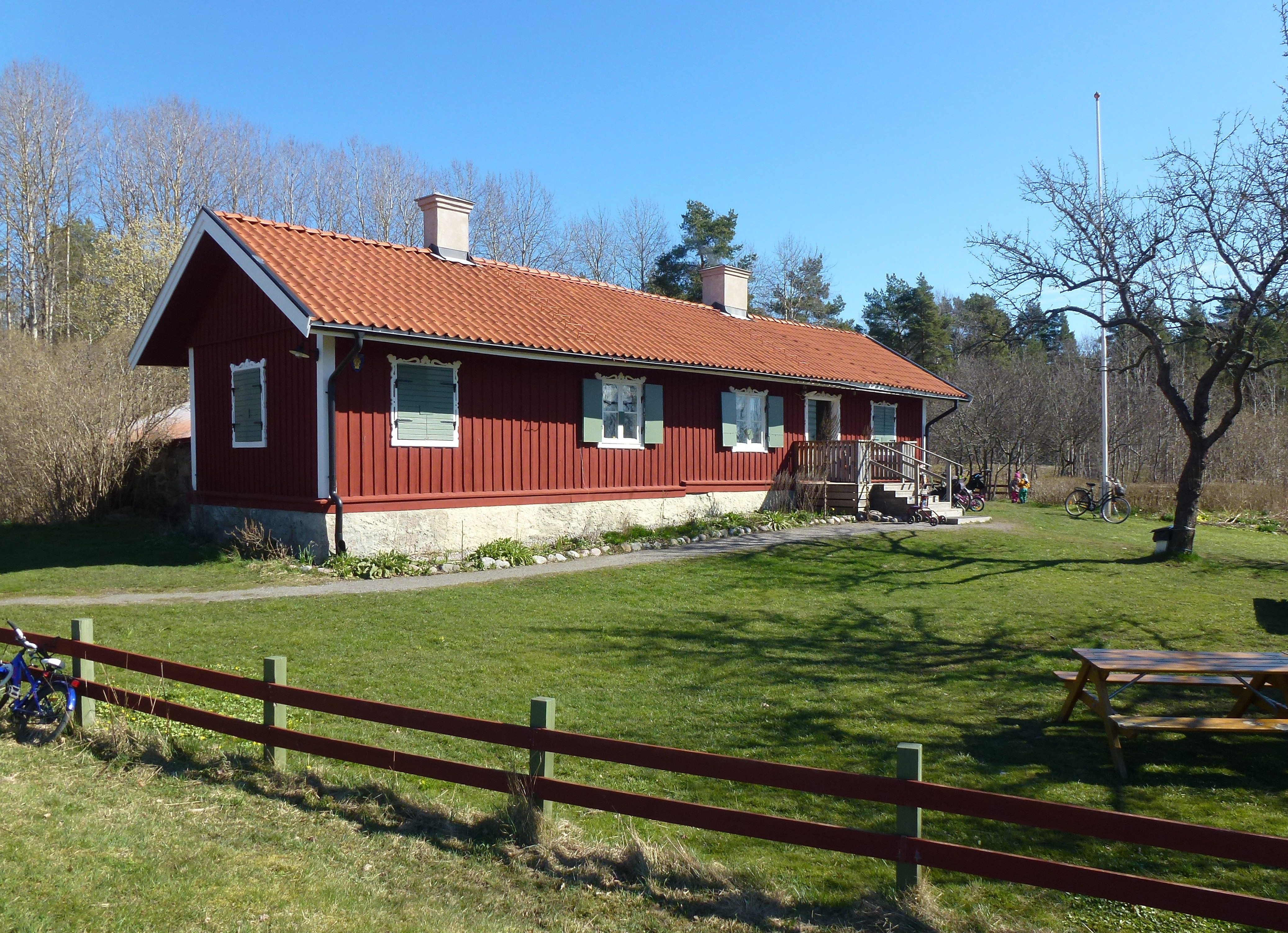
Bergholmstorpet
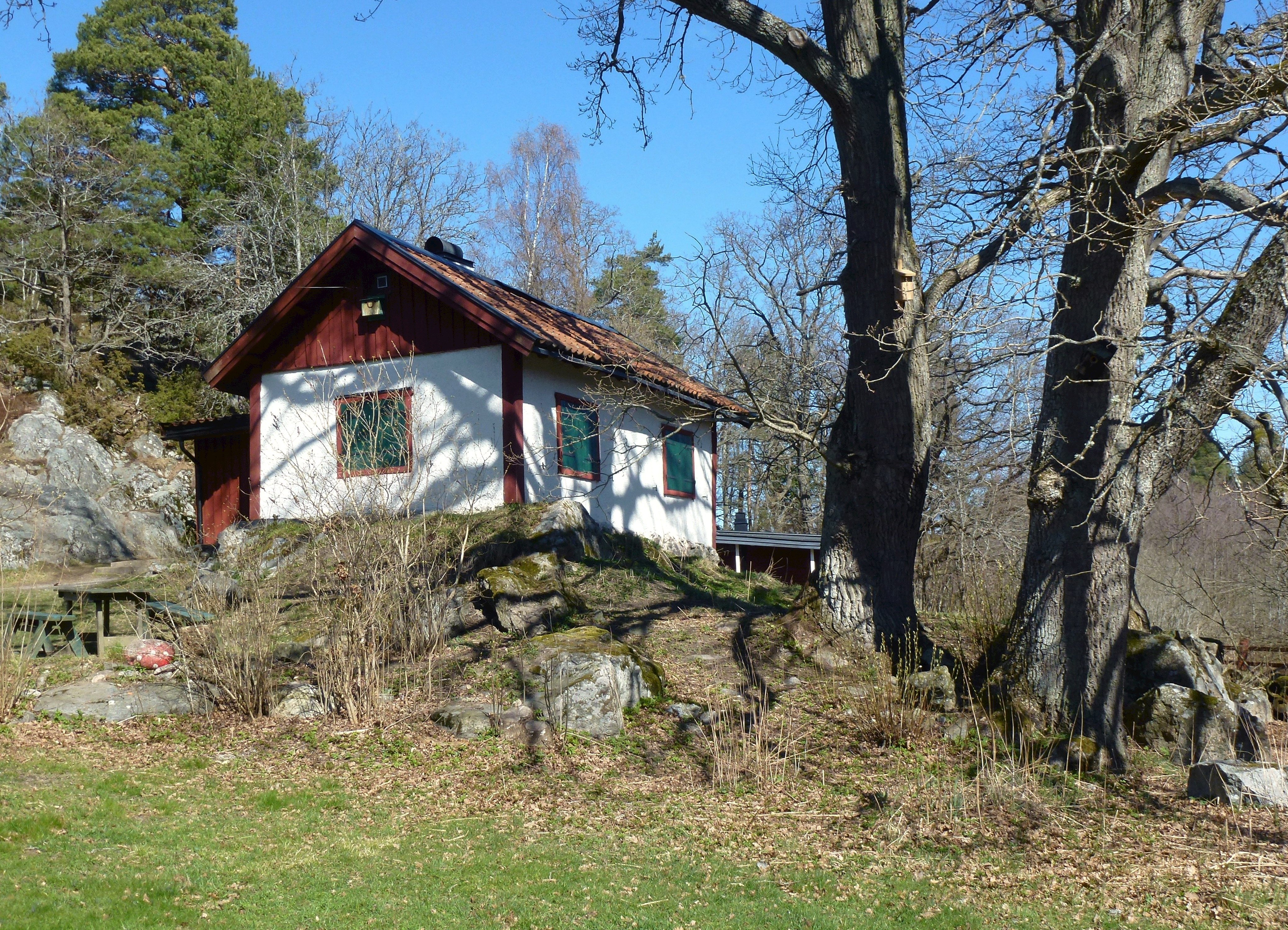
Brotorp
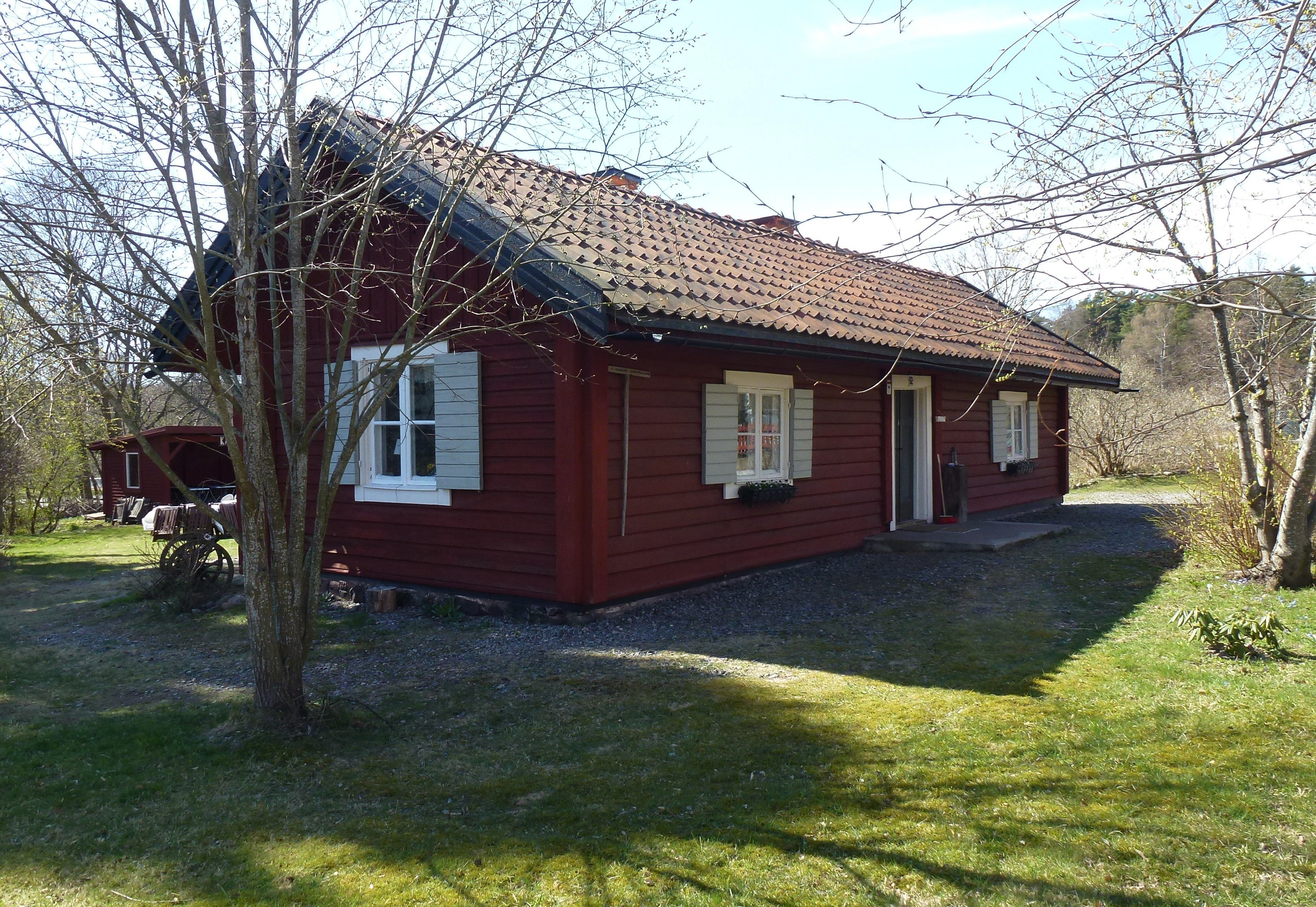
Pungpinetorpet
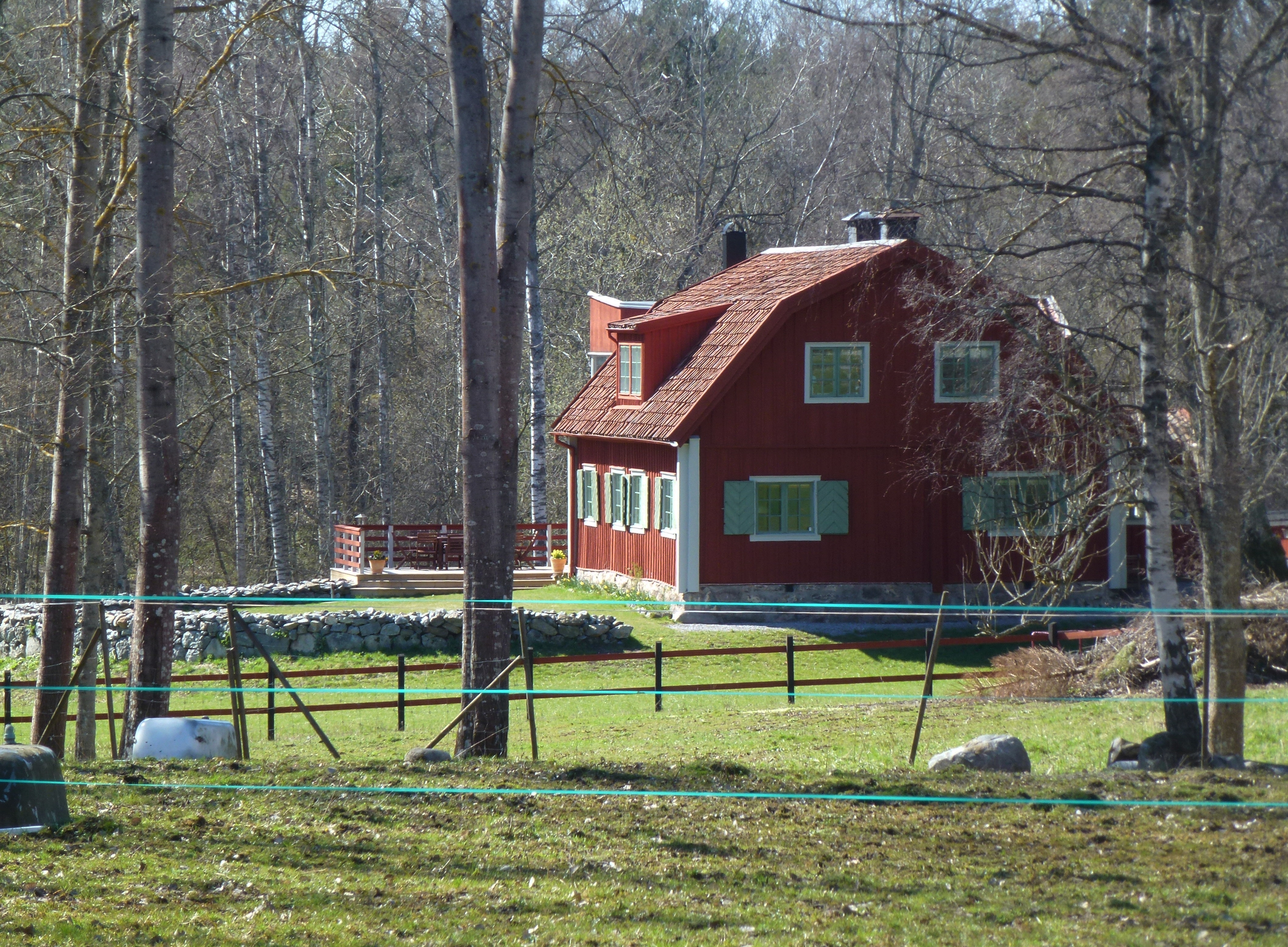
Listudden
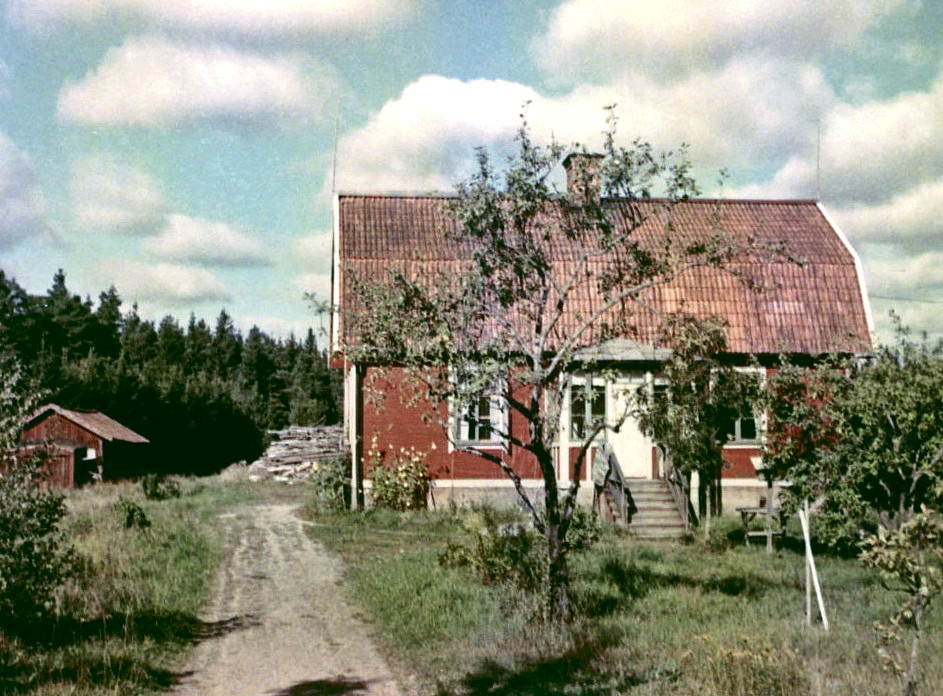
Torpet Parken (rivet)

### Neumüllers  tid

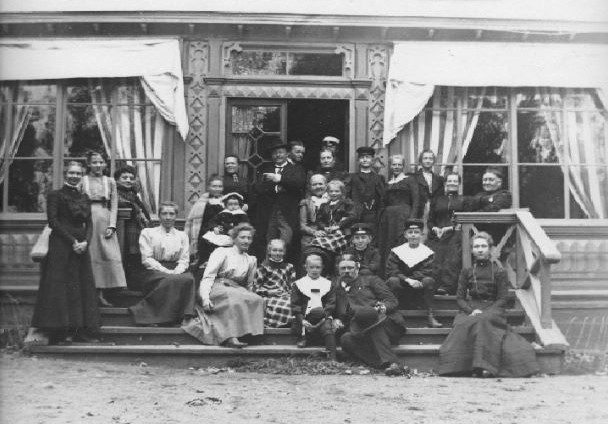
Familjen Neumüller med släkt och vänner framför Skarpnäcks herrgård, 1900.

I Neumüllers skarpnäcksköp ingick de stora ägorna samt tillhörande gårdar och torp. Senare köpte Neumüller även in Nacka gård med såg och kvarnar. Under Neumüllers tid på Skarpnäck uppfördes nuvarande huvudbyggnad 1865 till 1867, en byggnad i sten och två våningar som ställdes vinkelrätt mot den gamla huvudbyggnaden. Den ursprungliga huvudbyggnaden är fortfarande bevarad och utgjorde efter Neumüllers omdaning anläggningens östra flygel. Som pendang uppfördes den västra flygeln. Neumüller lät även bygga det fortfarande bevarade stora sädesmagasinet nordväst om gården. Det rödmålade magasinet räknas idag till en av Stockholms bäst bevarade ekonomibyggnader från 1800-talets andra hälft.
Flera äldre byggnader från gården  finns kvar, exempelvis statarlängan (numera ombyggd till radhus), gamla smedjan (tillhör idag en handelsträdgård) och torpet Bergholm (numera sommarcafé).  Även Listuddstorpet (idag privatbostad) vid Flaten och Brotorpet vid Ältaån finns bevarade. Listuddens kvarvarande bebyggelse utgör idag "synnerligen höga kulturhistoriska värden" och är blåmärkt av Stadsmuseet i Stockholm.
Kvar finns även torpet Pungpinan vid hörnet Skarpnäcksvägen/Gamla Tyresövägen (Pungpinetorpet ligger inte på samma plats som krogen Pungpinan). Till gården hörde även en stor ladugård med plats för 100 djur (numera riven). Under Neumüller utvecklades Skarpnäcks gård till en av Södertörns mönsterjordbruk, i stil med angränsande godset Enskede gård, som under Axel Odelberg fick vid samma tid en liknande hög status.

### Gårdens byggnader

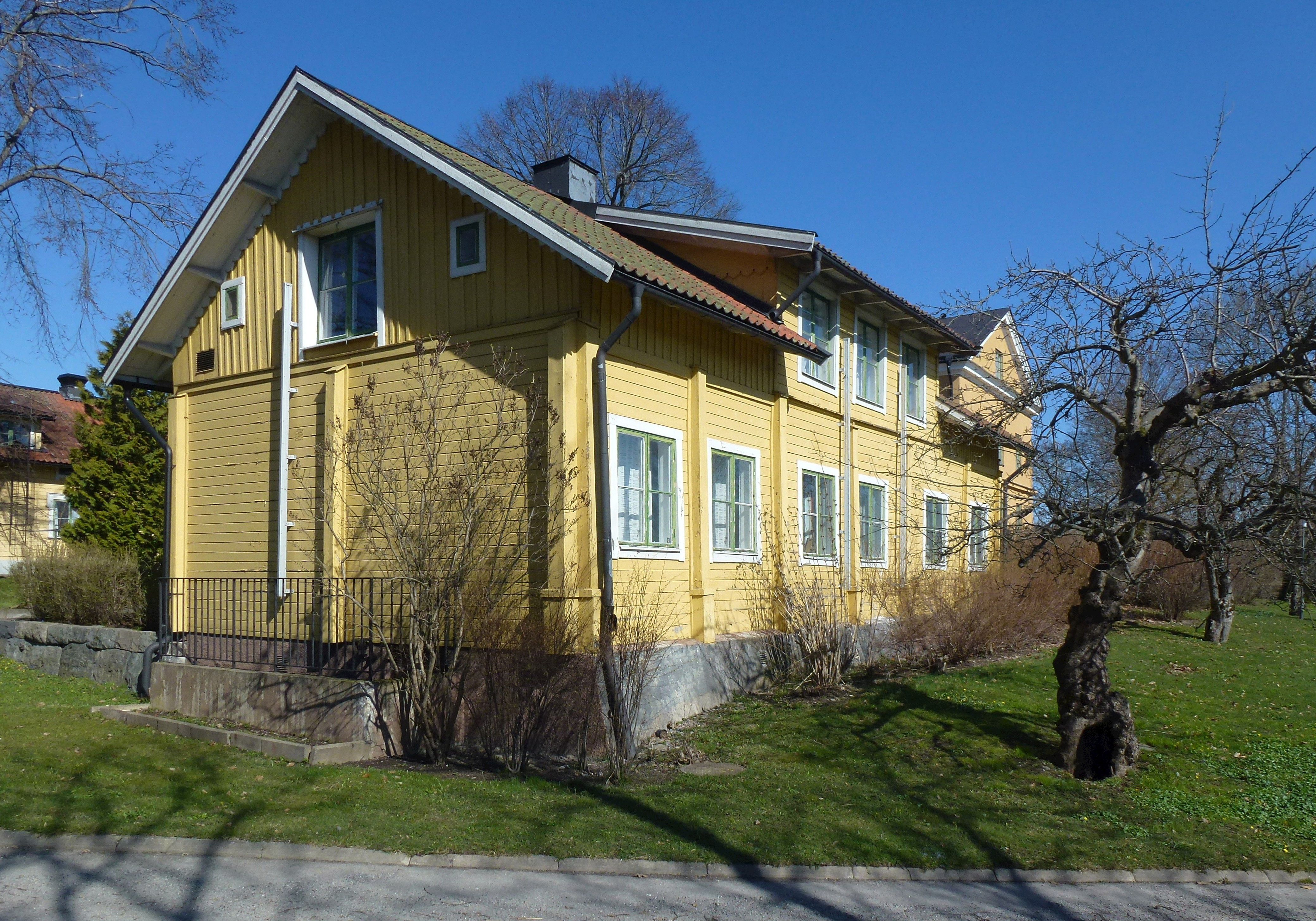
Ursprungliga huvudbyggnaden, östra flygeln
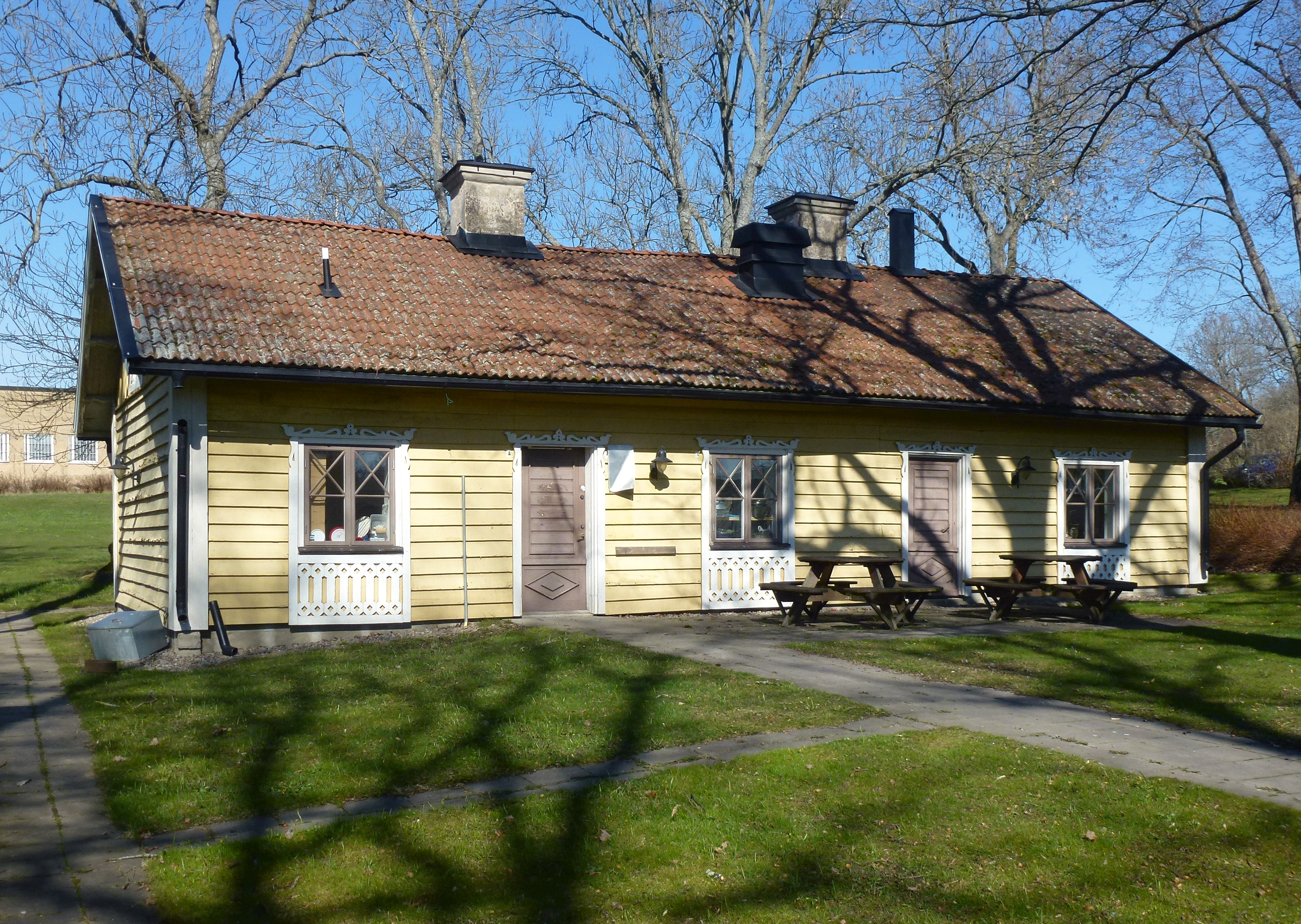
Västra flygeln
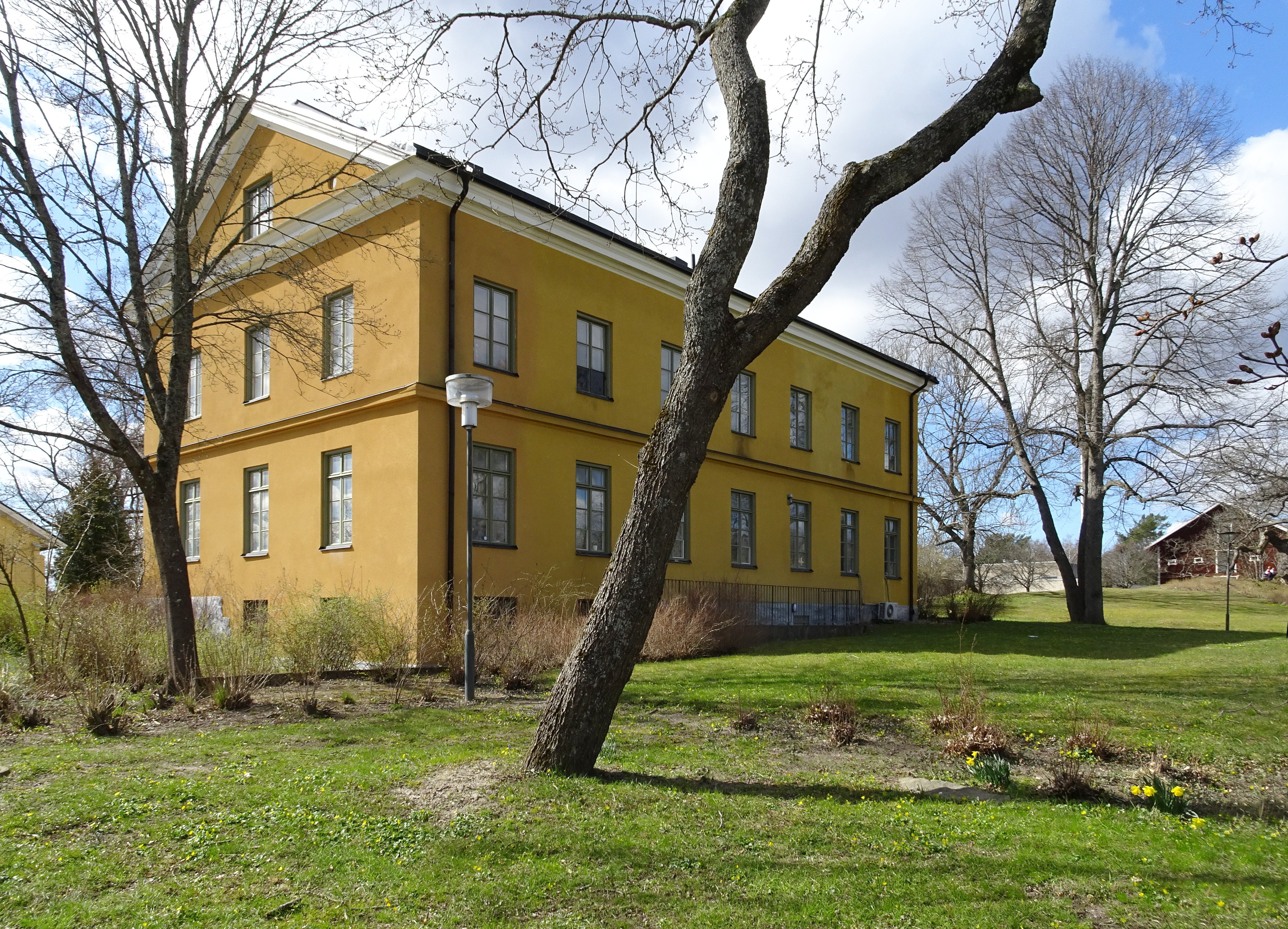
Huvudbyggnaden, fasad mot norr
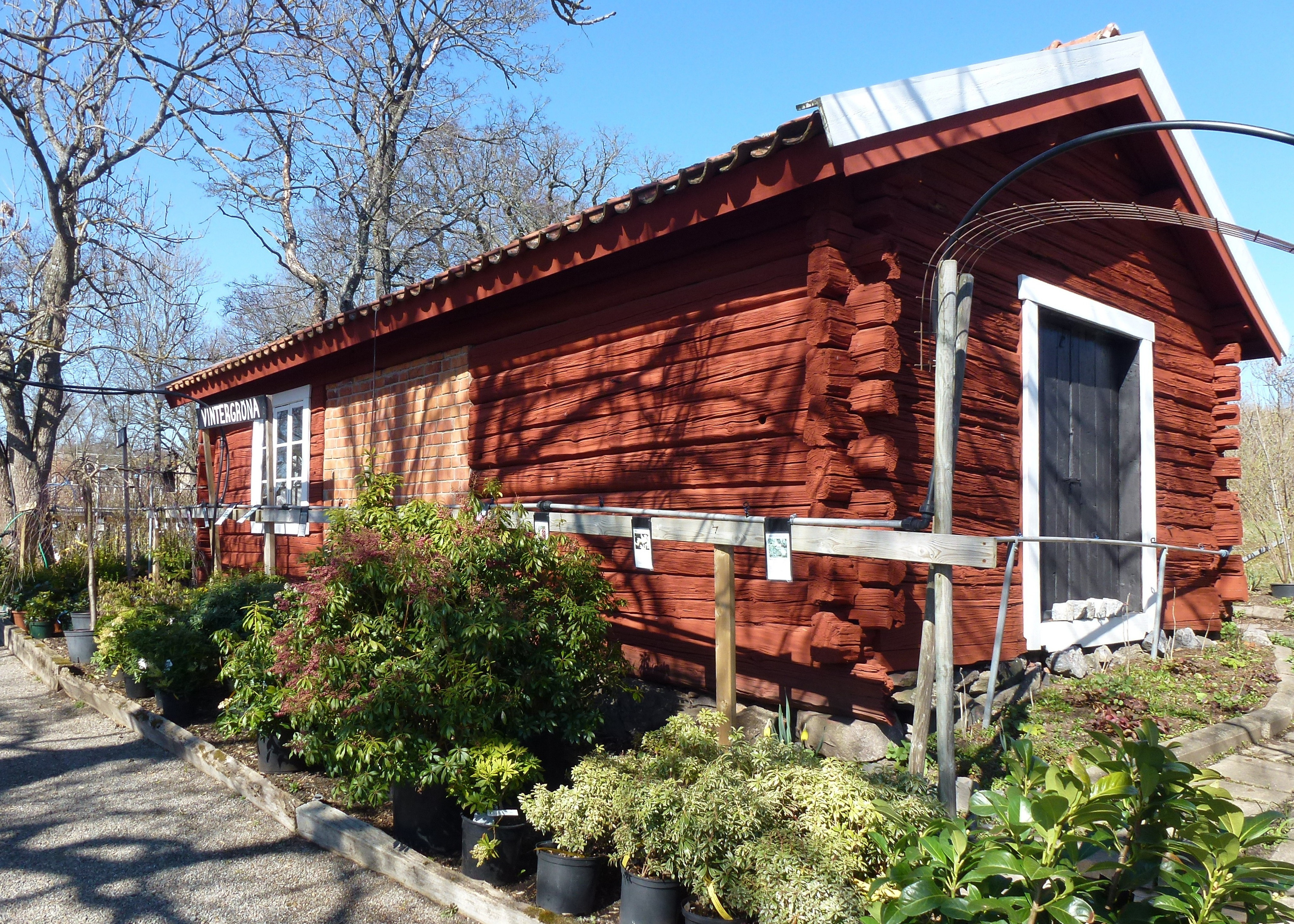
Gamla smedjan
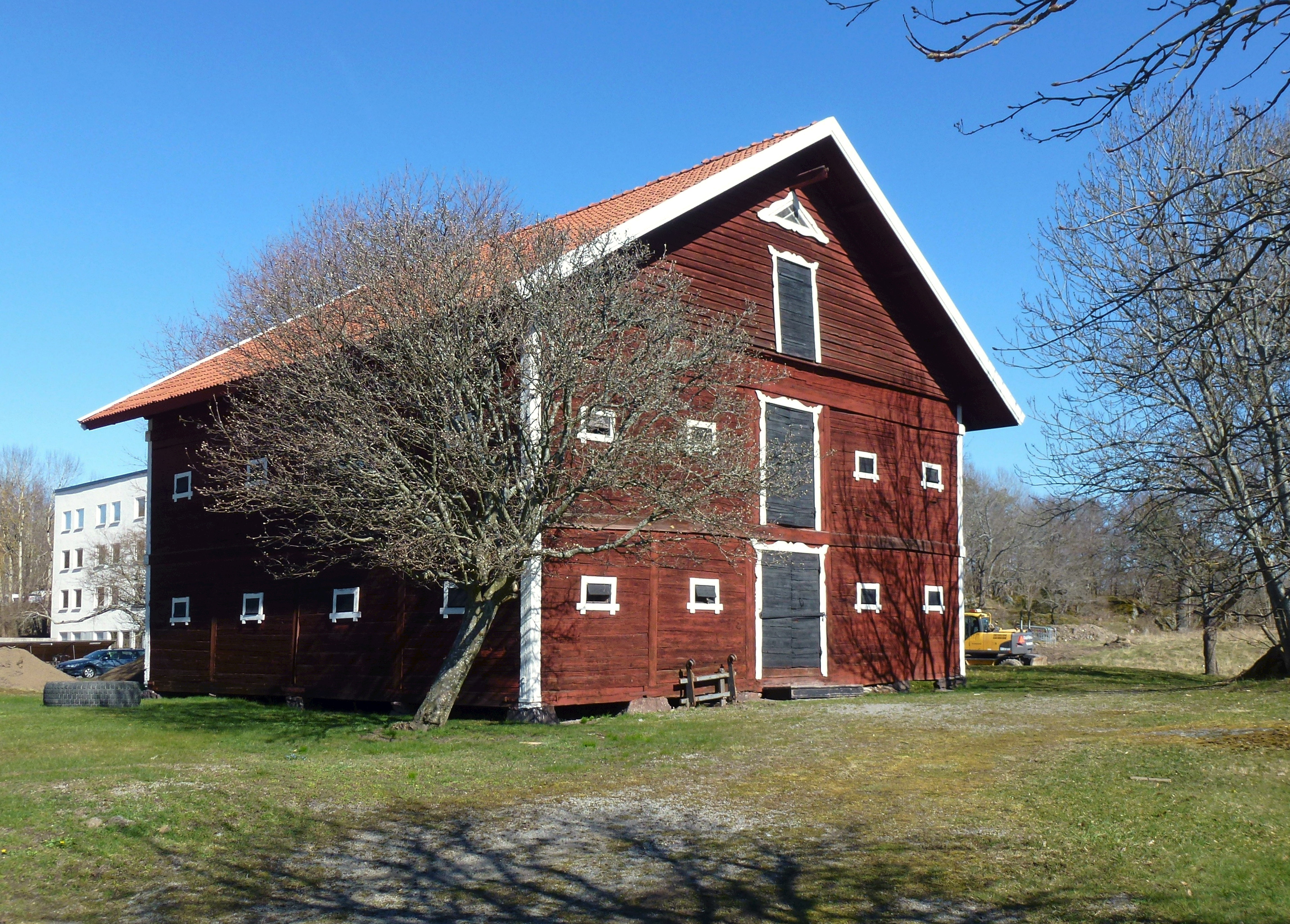
Magasinet

### Skarpnäcks ägor 1901
En arealavmätning utförd av förste lantmätaren Thure Essén visar en karta över alla ägorna till egendomen Skarpnäck år 1901. I väst gränsade egendomen till Enskede gårds och Hammarby gårds ägor. I norr gick gränsen norr om dagens Bagarmossen mot Nacka och Söderby hemman, för sedan vika ner mot syd med sträckning genom halva Ältasjön. Längst i söder hörde halva Flaten till Skarpnäck och egendomen hade sin sydvästgräns mot Orhems och Stora Sköndals ägor.

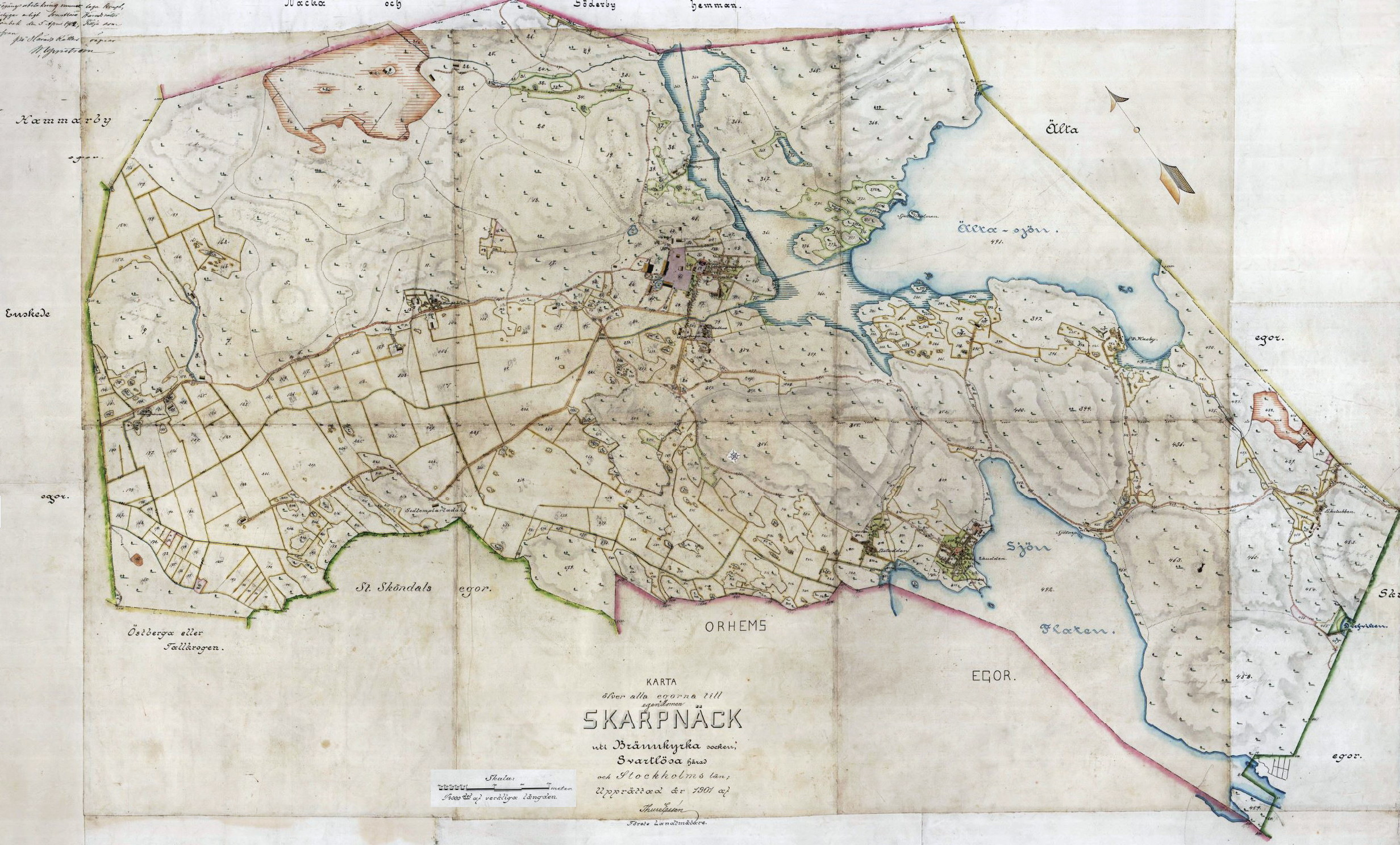
Karta över alla ägorna till egendomen Skarpnäck år 1901. Kartan finns även i en högupplöst version (12,5 MB)

### Stockholms stad som ägare och Skarpnäcksgården

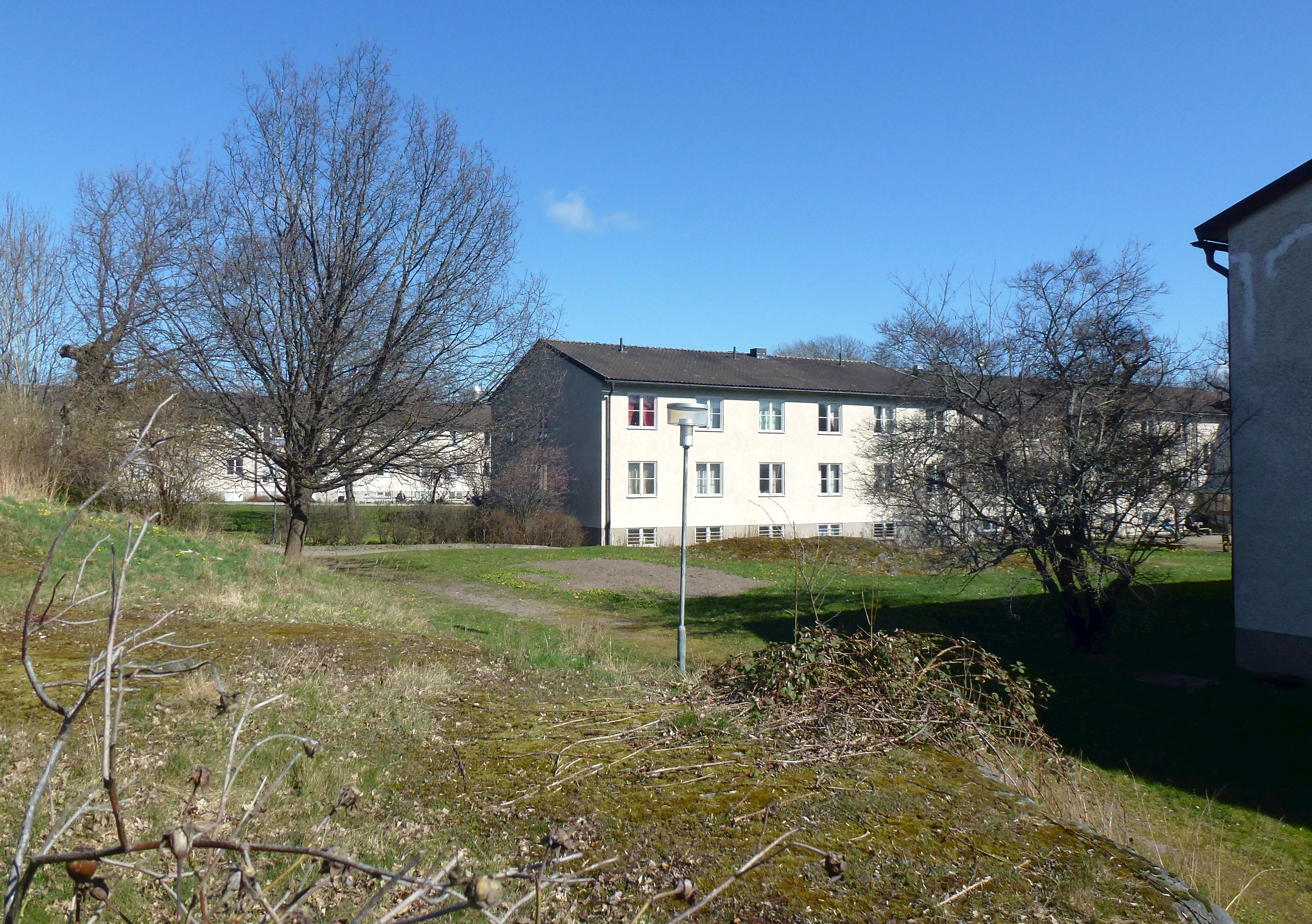
Skarpnäcksgårdens vårdbyggnader.

Istället för att bruka marken blev det i slutet av 1800-talet allt lönsammare att sälja stora landområden för exploatering. Samtidigt rådde svår bostadsbrist i Stockholm och staden sökte ny byggmark. Efter Neumüllers död 1892 arrenderade dennes arvingar ut gården. År 1896 tillträdde Ragnar Hellgren som arrendator. Han och hustrun Vendela Walgren behöll arrendet även sedan Skarpnäck 1922 förvärvats av Stockholms stad för 2,4 miljoner kronor. Då var egendomen belastad med skulder.
Från 1927 till 1944 användes  gården som ålderdomshem och sedan slutet av 1960-talet fanns en kommunal verksamhet för hemlösa och vårdbehövande män under namnet Skarpnäcksgården. Fram till 1960-talet bedrevs fortfarande jordbruket men lades sedan ner. Idag har Skarpnäck Care AB ett självständigt boende för män med tidigare missbruksproblem i den forna herrgårdsbyggnaden. Där finns 25 platser för detta ändamål.

### Stadsdelen
Skarpnäcks gårds moderna bebyggelse började med den första stadsplanen avseende småhus i västra delen som togs fram 1923  av Per-Olof Hallman. Området kallades Skarpnäcks trädgårdsstad, och i området Pungpinan började man 1927 uppföra småstugor, idag finns cirka 240 stugor. Stadsdelsnamnet Skarpnäcks gård kom till först 1963.

## Referenser

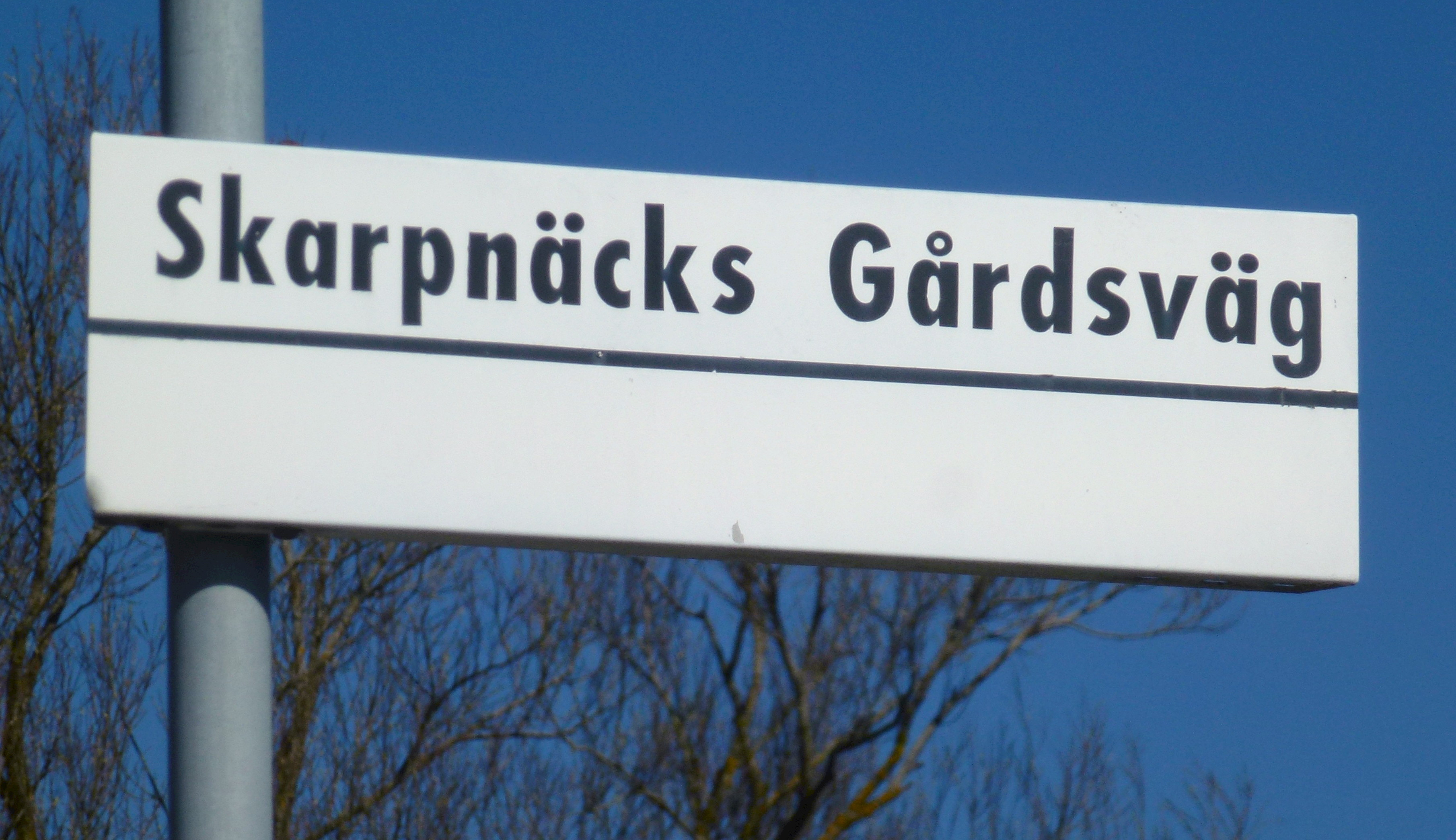
Skarpnäcks Gårdsväg.